# Jan Matyáš ze Sudetu
Mistr Jan Matyáš ze Sudetu (70. léta 16. století, České Budějovice – po roce 1617), profesor práv na pražské univerzitě. 

## Život
Pocházel z rozvětvené rodiny Matyášů ze Sudetu. V období 1588–1600 byl postupně zapsán na několika univerzitách (mj. v Lipsku, Ingolstadtu, Heidelbergu a v Padově). V letech 1611–1617 působil jako profesor práv na pražské univerzitě. Od 1595 užíval predikát ze Sudetu. Poslední zmínka o něm je z roku  1617, kdy opustil bez rektorova souhlasu univerzitu. 

## Dílo
Svoje  díla psal latinsky. Napsal a v roce 1615 vydal v Lipsku dílo De origine Bohemorum et Slavorum subseciva (Krátké pojednání o původu Čechů a Slovanů), ve kterém dokazoval, že Čechové nepřišli do Čech z Ilýrie, ale ze zakarpatských oblastí (Roxolanie).